# Kursujärvi (Karesuando socken, Lappland)
Kursujärvi är en sjö i Kiruna kommun i Lappland och ingår i Torneälvens huvudavrinningsområde. Sjön har en area på 0,44 kvadratkilometer och ligger 393,8 meter över havet. Kursujärvi ligger i Pessinki fjällurskog Natura 2000-område. Sjön avvattnas av vattendraget Merasjoki.

## Delavrinningsområde
Kursujärvi ingår i det delavrinningsområde (755933-179368) som SMHI kallar för Mynnar i Merasjoki. Medelhöjden är 421 meter över havet och ytan är 52,21 kvadratkilometer. Det finns inga avrinningsområden uppströms utan avrinningsområdet är högsta punkten. Merasjoki som avvattnar avrinningsområdet har biflödesordning 4, vilket innebär att vattnet flödar genom totalt 4 vattendrag innan det når havet efter 353 kilometer. Avrinningsområdet består mestadels av skog (79 procent). Avrinningsområdet har 0,78 kvadratkilometer vattenytor vilket ger det en sjöprocent på 1,5 procent.